# Epicòndil humeral
L'epicòndil humeral (o, senzillament, epicòndil, referit a l'húmer) és l'apòfisi distal i lateral de l'húmer, corbada una mica cap endavant, i que s'adhereix al lligament col·lateral radial de l'articulació colze, i dels tendons del supinador curt i de l'anconal, i del tendó extensor comú, origen alguns dels músculs extensors. A les aus, on el braç està una mica girat en comparació amb altres tetràpodes, s'anomena epicòndil dorsal de l'húmer. En anatomia comparada, de vegades s'utilitza el terme ectepicòndil.
Una lesió comuna associada amb l'epicòndil lateral de l'húmer és l'epicondilitis, també coneguda com a "colze de tenista". L'ús excessiu repetitiu de l'avantbraç, com es veu al tenis o altres esports, pot provocar la inflamació dels tendons que s'uneixen als músculs de l'avantbraç a l'exterior del colze. Els músculs i els tendons de l'avantbraç es danyen per l'ús excessiu. Això provoca dolor i sensibilitat a l'exterior del colze.